# Edna Kiplagat
Edna Ngeringwony Kiplagat (Burnt Forest, 15 novembre 1979) è una maratoneta e mezzofondista keniota, campionessa mondiale di maratona a Taegu 2011 e Mosca 2013.

## Palmarès
| Anno | Manifestazione    | Sede    | Evento       | Risultato | Prestazione | Note                                     |
| ---- | ----------------- | ------- | ------------ | --------- | ----------- | ---------------------------------------- |
| 1996 | Mondiali juniores | Sydney  | 3000 m piani | Argento   | 8'53"06     | Miglior prestazione personale            |
| 1998 | Mondiali juniores | Annecy  | 3000 m piani | Bronzo    | 9'05"46     |                                          |
| 2006 | Mondiali di cross | Fukuoka | Corsa lunga  | 13ª       | 26'32"      |                                          |
| 2011 | Mondiali          | Taegu   | Maratona     | Oro       | 2h28'43"    |                                          |
| 2012 | Giochi olimpici   | Londra  | Maratona     | 20ª       | 2h27'52"    |                                          |
| 2013 | Mondiali          | Mosca   | Maratona     | Oro       | 2h25'44"    |                                          |
| 2015 | Mondiali          | Pechino | Maratona     | 5ª        | 2h28'18"    |                                          |
| 2017 | Mondiali          | Londra  | Maratona     | Argento   | 2h27'18"    | Miglior prestazione personale stagionale |
| 2019 | Mondiali          | Doha    | Maratona     | 4ª        | 2h35'36"    | Miglior prestazione personale stagionale |

## Campionati nazionali
1998
- Argento ai campionati kenioti, 5000 m piani - 16'16"06
- Oro ai campionati kenioti juniores, 3000 m piani - 9'17"7

2007
- Bronzo ai campionati kenioti, 10000 m piani - 33'27"0

## Altre competizioni internazionali
2010
- Oro alla Maratona di Los Angeles ( Los Angeles) - 2h25'38"
- Oro alla Maratona di New York ( New York) - 2h28'20"

2011
- Bronzo alla Maratona di Londra ( Londra) - 2h20'46"
- 8ª alla World 10K Bangalore ( Bangalore) - 33'35"

2012
- Argento alla Maratona di Londra ( Londra) - 2h19'50"

2013
- Argento alla Maratona di Londra ( Londra) - 2h21'32"
- 9ª alla Maratona di New York ( New York) - 2h30'04"
- Oro alla Mezza maratona di Lisbona ( Lisbona) - 1h08'48"

2014
- Oro alla Maratona di Londra ( Londra) - 2h20'21"
- 12ª alla Maratona di New York ( New York) - 2h36'24"

2015
- 10ª alla Maratona di Londra ( Londra) - 2h27'16"
- Bronzo alla Great Manchester Run ( Manchester) - 31'57"

2016
- Bronzo alla Maratona di Tokyo ( Tokyo) - 2h22'36"
- Argento alla Maratona di Chicago ( Chicago) - 2h23'28"
- Argento alla Great Manchester Run ( Manchester) - 31'25"

2017
- Oro alla Maratona di Boston ( Boston) - 2h21'52"
- 4ª alla Maratona di New York ( New York) - 2h29'36"

2018
- 4ª alla Maratona di Berlino ( Berlino) - 2h21'18"
- 9ª alla Maratona di Boston ( Boston) - 2h47'14"

2019
- Argento alla Maratona di Boston ( Boston) - 2h24'13"
- Bronzo alla Great Manchester Run ( Manchester) - 32'34"

2021
- Oro alla Maratona di Boston ( Boston) - 2h25'09"

2022
- 4ª alla Maratona di Boston ( Boston) - 2h21'40"
- 4ª alla Maratona di New York ( New York) - 2h24'16"

2023
- 30ª alla Maratona di Boston ( Boston) - 2h34'40"

2024
- Bronzo alla Maratona di Boston ( Boston) - 2h23'31"